# Manuel Fernández Álvarez
Manuel Fernández Álvarez (Madrid, 7 de novembre de 1921 - Salamanca, 19 d'abril de 2010) historiador espanyol, considerat com a autoritat en l'Espanya del segle xvi.

## Biografia
Llicenciat en Filosofia i Lletres per la Universitat de Valladolid (1942). Doctor per la Universitat Central amb una tesi sobre Felipe II e Isabel de Inglaterra (1947). Doctor per la Universitat de Bolonya (juntament amb el Premi Vittorio Emanuele, 1950). Investigador del CSIC. Catedràtic d'Història Moderna de la Universitat de Salamanca (1965). Va fundar el Colegio Universitario de Zamora (1976). Premio Nacional de Historia de España (1985). Membre de la Reial Acadèmia de la Història (1987). Acadèmic de Mèrit de l'Acadèmia Portuguesa d'Història (1992). Professor emèrit de la Universitat de Salamanca i del Col·legi Lliure d'Emèrits.

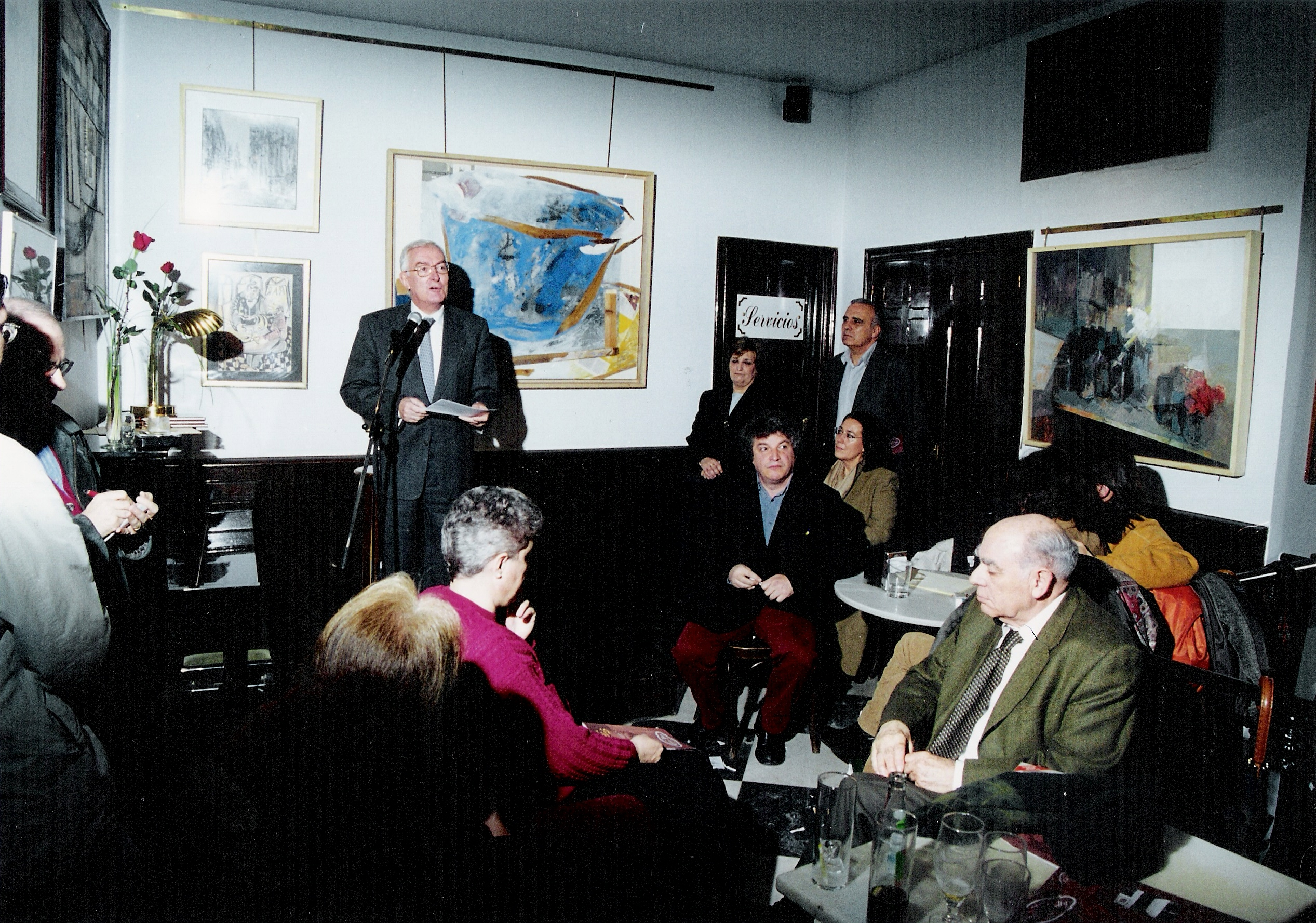
Manuel Fernández Álvarez, assegut en primer pla a la dreta, en una presentació del director de la RAE Víctor García de la Concha, en el Cafè Novelty de Salamanca l'any 1995, al costat del poeta Paco Novelty.

Va dedicar més de cinquanta anys a l'estudi del segle xvi, fruit dels quals són la seva obra magna Carlos V, el césar y el hombre (VI Premi Don Juan de Borbón al llibre de l'any en 2000), el monumental Corpus documental de Carlos V (Salamanca, 1973-1981) o Cervantes visto por un historiador, Premi Quijote del Año de la Sociedad Cervantina de Esquivias 
Va escriure dues novel·les històriques El príncipe rebelde i Dies irae, que han rebut l'aplaudiment unànime de la crítica i dels lectors.

## Premis
- Premio Extraordinària fi de carrera 1942
- Premi Menéndez Pelayo 1949
- Medalla d'Or de la Ciutat de Salamanca.
- Premi d'Assaig i Humanitats "José Ortega y Gasset" 2006, dins dels guardons Villa de Madrid.

## Obres (selecció)
- Tres embajadores de Felipe II en Inglaterra, CSIC, Madrid, 1951
- Corpus Documental de Carlos V (cinco volúmenes, 1973-1981). Universidad de Salamanca. Ediciones Universidad Salamanca, ISBN 84-600-6720-3
- Carlos V: (un hombre para Europa), Madrid : Cultura hispánica, 1976. ISBN 84-7232-122-3
- La Sociedad Española del Siglo de Oro (1984) - 1ª. ed.: Madrid : Editoria Nacional, 1984 - Premio nacional "Historia de España" 1985 - 2ª ed. rev. y aum. en 2 v.: Madrid : Gredos, 1989.
- Jovellanos, el patriota. Espasa Calpe, 2001. ISBN 84-239-9766-9
- En Historia de España Menéndez Pidal los volúmenes:
  - XIX: La España del siglo XVI (1989);
  - XX: La España del Emperador Carlos V (1993), (6ª ed.).
- Fray Luis de León: la poda floreciente (1591-1991). Espasa Calpe, 1991. ISBN 84-239-2249-9
- Juana la Loca, la cautiva de Tordesillas (1994).
- Felipe II y su tiempo (1998) - Madrid : Espasa Calpe, 1998 - La tercera parte de la edición original fue reeditada posteriormente en edición de bolsillo con el título: Felipe II ([Barcelona] : Booket ; [Madrid] : [Espasa Calpe], 2005).
- Carlos V, el césar y el hombre. Espasa Calpe, 1999. ISBN 84-239-9752-9
- El fraile y la Inquisición. Espasa Calpe, 2002. ISBN 84-670-0106-2
- Casadas, monjas, rameras y brujas: la olvidada historia de la mujer española en el Renacimiento Espasa Calpe, 2002. ISBN 84-670-0266-2
- El príncipe rebelde,(2000), Espasa Calpe, ISBN 84-239-6492-2
- Dies Irae;
- Isabel la Católica, (2006), Espasa-Calpe.Madrid,. ISBN 9788467021134
- Sombras y luces de la España Imperial, 2005, Espasa Calpe, ISBN 84-670-1610-8
- Cervantes: visto por un historiador. Espasa Calpe, 2005. ISBN 84-670-1864-X
- El Duque de hierro. Fernando Álvarez de Toledo, III Duque de Alba (2007). Espasa-Calpe,.ISBN 84-670-2625-1
- Pequeña historia de España (2008) Espasa-Calpe,.ISBN 84-670-2831-9
- Diario de un estudiante en tiempos de la Guerra Civil, (2007). Espasa-Calpe,.ISBN 978-84-670-2487-6
- España.Biografía de una nación (2010) Espasa-Calpe,.ISBN 978-84-670-3265-9
- "La princesa de Éboli", (2009) Espasa Calpe., ISBN 978-84-670-3283-3
- "La gran aventura de Cristóbal Colón", (2006). Espasa Calpe., ISBN 84-670-2142-X